# M/S Turisten (1914)
För andra fartyg med namnet Turisten, se Turisten.
M/S Turisten är en motoriserad ångslup som tidigare trafikerat Nättrabyån och Blekinge skärgård.
Fartyget byggdes 1914 på Ljunggrens Mekaniska Verkstad i Kristianstad. Som S/S Wrängö hos rederi Axel E. Lindvall blev hon en del av den ångslupsflotta som körde passagerartrafik på Nättrabyån mellan Nättraby och Karlskrona.
De tre andra var Nettraby (1884, Karlstad, skrotad 1937), Vikingen (1886, Kristianstad, skrotad 1937) och Ägir (1896, Karlstad, K-märkt 2013). S/S Wrängö trafikerade traden Karlskrona - Nättraby i omkring 45 år.
I mitten av 1950-talet motoriserades fartyget med en Albin diesel. 1959 såldes hon och sattes in på traden Karlskrona - Aspö som M/S Turisten. I omkring 12 år trafikerade hon Aspölinjen med gäster till havsbadet samt gjorde kryssningar i Blekinge skärgård.
Åren 1971-1975 ägdes hon av Grängesbergs Bryggeri och gick som bryggeribåt i Stockholms skärgård under namnet Stånkan.
År 1986 såldes hon till en ny ägare i Södertälje och byggdes om till bostadsbåt, men med utsidan omsorgsfullt bevarad. I september 2021 såldes hon till Västerås.[källa behövs]